# Mecynotarsus adumbratus
Mecynotarsus adumbratus is een keversoort uit de familie snoerhalskevers (Anthicidae). De wetenschappelijke naam van de soort is voor het eerst geldig gepubliceerd in 1923 door Krekich-Strassoldo.